# Byttneria ekmanii
Byttneria ekmanii är en malvaväxtart som beskrevs av Ignatz Urban. Byttneria ekmanii ingår i släktet Byttneria och familjen malvaväxter. Inga underarter finns listade i Catalogue of Life.